# 西桂バスストップ
西桂バスストップ（にしかつらバスストップ）は、山梨県南都留郡西桂町にある中央自動車道上のバス停留所である。
バス事業者では「中央道西桂」と案内している。

## 停車する路線
下り線側は降車専用・上り線側は乗車専用となっている。
- 中央高速バス 富士五湖線（京王バス・富士急バス・フジエクスプレス）[1] ※一部通過
- 富士山駅 - 羽田空港線（富士急バス・京浜急行バス）[3]
- 南町田・町田・橋本 - 富士急ハイランド・河口湖線（富士急モビリティ）[4]
- 藤沢・辻堂・本厚木 - 富士急ハイランド・河口湖線（富士急モビリティ・神奈川中央交通）[4]
中央道都留 - 中央道西桂 - 中央道下吉田

## バス停へのアクセス
- 富士山麓電気鉄道富士急行線三つ峠駅から徒歩15分[1]。